# Ludovico Della Chiesa
Lodovico Della Chiesa (Saluzzo, luglio 1568 – Torino, dicembre 1621) è stato uno storico italiano.

## Biografia
Figlio di Agostino Francesco e da Anna d'Aubry, conte di Isasca e di Cervignasco, viene considerato  il fondatore della moderna storiografia sabauda.
Si laureò nel 1587 in giurisprudenza a Padova, fu Podestà di Saluzzo nel 1597 e nel 1602 comprò da Pietro Granetto, parente di sua moglie Margherita Cavassa, il feudo di  Costigliole Saluzzo.
Nel 1604 Carlo Emanuele I di Savoia lo nominò senatore ordinario nel Senato di Piemonte.
Uomo di grande cultura, pubblicò nel 1598 la sua prima opera, Della vita e de' fatti dei Marchesi di Saluzzo, nel 1601 la prima edizione del compendio della Historia del Piemonte, comprensiva solo del primo libro,  la seconda edizione fu stampata a Torino nel 1608 presso l'editore Agostino Disserolio in trecentoquarantadue pagine con il titolo Compendio dell'historia del Piemonte... libri tre. Ne' quali con brevità si vedono tutte le cose più degne di memoria occorse in essa patria e altre vicine sino all'anno 1585. Con la origine della Serenissima Casa di Savoia, et altre famiglie illustri, e delle Città e Terre principali. Con la tavola delle cose più notabili.
Altre sue opere furono un Discorso intorno l'origine e la nobiltà della R. Casa di Savoia, s. n. t. (Torino, Bibl. reale, R. 23 [83]), Boschi, Ponzoni, Savonae, Clavesanae, Cevae, Buschae et Incisae marchionum illustriores memoriae, s. n. t. (Torino, Bibl. reale, R. 23 [81]); alcune notizie circa i marchesi di Savona, di Ceva e di Finale.